# Frente Revolucionária Síria
A Frente Revolucionária Síria (em árabe:  جبهة ثوار سوريا‎, Jabhat Thowar Suriya, FRS, também traduzida como Frente Rebelde Síria) é, de acordo com jornal libanês Daily Star, uma aliança de 14 grupos islamistas moderados e alguns grupos armados laicos combatendo em nome do Exército Livre Sírio (ELS). De acordo com a imprensa israelita, a formação da FRS foi vista como mais uma prova do enfraquecimento do ELS e da sua liderança no Conselho Militar Supremo. A Frente foi criada como uma resposta à fundação da Frente Islâmica, uma aliança de diversos grupos radicais islamistas. 

## História

### Facção do Norte da Síria
Em Dezembro de 2013, após combates iniciais, a Frente Islâmica e a Frente Revolucionária concordaram em se reconciliar. A coligação era liderada por Jamal Maarouf, líder da Brigada Mártires de Idlib, o maior grupo membro das FRS sediado em Jabal Zawiya, na província de Idlib. A FRS apoio a II Conferência de Genebra sobre a Síria que pretendia resolver a Guerra Civil Síria. O grupo recebeu apoio financeiro da Arábia Saudita, enquanto é relatado que os Estados Unidos apenas ofereceram apoio humanitário à FRS como comida, medicamentos e cobertores, em parte pelo receio das ligações da FRS ao tráfico, mercado negro e extorsão.
100 membros da FRS morreram em confrontos contra Jabhat al-Nusra, na zona de Jisr al-Shughur em 16 de Julho de 2014.
No final de Outubro de 2014, novos confrontos eclodiram entre a FRS e os jihadistas da Al-Nusra na região de Idlib, com relatos que nos dias seguintes, vários combatentes da FRS a desertarem para se juntarem à Al-Nusra. Com isto, o grupo viria perder o controlo de várias localidades após serem forçados a se retirarem. Maarouf e alguns dos seus apoiantes decidiram retirar-se para a Turquia, embora metade dos combatentes da FRS tenham ficado em Idlib e conciliaram-se com os radicais.
Em 5 de Maio de 2015, alguns membros do Movimento Hazzm, um antigo grupo afiliado à FRS no norte, em conjunto com a Frente Curda, a Brigadas Amanhecer da Liberdade e outros pequenos grupos do ELS formaram o Exército dos Revolucionários, entrando em aliança com as forças curdas dentro das Forças Democráticas Sírias. Outros dos seus ex-combatentes no norte decidiram juntar-se à Frente do Levante.
Durante a intervenção militar turca na Síria em 2016, alguns antigos militantes da FRS e do Movimento Hazzm que estavam exilados na Turquia voltaram à Síria para se juntarem aos rebeldes pró-turcos.

### Facção do Sul da Síria
O grupo continuou activo no sul da Síria, como membro da Frente do Sul, estando dentro da Primeiro Exército da Frente do Sul. Em 2 de Março de 2016, uma explosão de um carro-bomba na sede da FRS em Quneitra e provocou a morte de 5 dos principais líderes militares do grupo. Pouco depois, em 2016, a FRS no sul dividiu-se em 3 grupos, com o comandante local da FRS a se juntar às forças governamentais.
Em 6 de Abril de 2017, a FRS e Jabhat Ansar al-Islam entraram em confrontos na zona de Quneitra, resultando em 7 mortos. As forças governamentais  bombardearam a mesma zona, que resultou num cessar-fogo entre os dois grupos rebeldes. 
Em 31 de Julho de 2017, 5 grupos da FRS em Daara e Quneitra uniram-se na 1.ª Divisão de Infantaria e estabeleceram uma estrutura unificada liderada pela FRS.
No verão de 2018, após o governo Sírio ter retomado o controlo sobre o sul da Síria, os membros da FRS  foram evacuados para as zonas rebeldes no norte da Síria.